# Wereldkampioenschappen tafeltennis 2025
De wereldkampioenschappen tafeltennis vinden sinds 1926 plaats en worden georganiseerd door de ITTF. In de even jaren vinden de wereldkampioenschappen landenteams (mannenteams en vrouwenteams) plaats en in de oneven jaren de individuele kampioenschappen (mannen- en vrouwen enkelspel, mannen- en vrouwen dubbelspel en de gemengddubbel).
De wereldkampioenschappen tafeltennis 2025 werden van 17 t/m 25 mei gehouden in de Lusail Sports Arena in de Qatarese hoofdstad Doha.
Op het programma stonden vijf onderdelen:
- Enkelspel mannen. Regerend kampioen was  Fan Zhendong.
- Enkelspel vrouwen. Regerend kampioen was  Sun Yingsha.
- Dubbelspel mannen. Regerend kampioenen waren  Fan Zhendong en  Wang Chuqin.
- Dubbelspel vrouwen. Regerend kampioenen waren  Chen Meng en  Wang Yidi.
- Gemengd dubbel. Regerend kampioenen waren  Wang Chuqin en  Sun Yingsha.

Er werden geen landenteamwedstrijden gespeeld deze editie.
De vijf onderdelen kenden geen groepsfase. Er werd direct volgens het knock-outsysteem gespeeld. De winnaars mogen zich voor twee jaar wereldkampioen noemen. De verliezend finalist ontving de zilveren medaille. De verliezers van de halve finales ontvingen de bronzen medaille. Er werd dus geen wedstrijd om de 3 plaats gespeeld. De eerste ronde van beide enkels (mannen en vrouwen) bestond uit 128 spelers. De dubbels (mannen, vrouwen en gemengd) bestonden uit 64 dubbelparen. Bij de enkels is een wedstrijd gewonnen als er 4 sets gewonnen zijn. Bij de dubbels moeten er 3 sets gewonnen zijn.
De loting vond plaats op woensdag 30 april 2025. Geplaatste spelers (seeded op basis van de World Ranking van week 18, gepubliceerd op 29 april 2025) werden op vaste plaatsen geloot en spelen de eerste ronde niet tegen andere geplaatste spelers. De overige spelers werden op willekeurige andere plekken binnen het schema geloot. Spelers uit hetzelfde land speelden in de eerste ronde niet tegen elkaar.

## Wedstrijdschema
| Onderdeel↓ / Datum → | 17 | 18 | 19 | 20 | 21 | 22 | 23 | 24 | 25 |
| -------------------- | -- | -- | -- | -- | -- | -- | -- | -- | -- |
| Enkelspel (m)        | R1 | R1 | R2 | R2 | R3 | R4 | ¼  | ½  | F  |
| Enkelspel (v)        | R1 | R1 | R2 | R2 | R3 | R4 | ¼  | ½  | F  |
| Dubbel (m)           | R1 | R1 | R2 | R3 | R3 | ¼  | ¼  | ½  | F  |
| Dubbel (v)           | R1 | R1 | R2 | R3 | R3 | ¼  | ¼  | ½  | F  |
| Dubbel (gemengd)     | R1 | R1 | R2 | R3 | ¼  | ¼  | ½  | F  |    |

R1 Eerste ronde  
R2 Tweede ronde  
R3 Derde ronde  
R4 Vierde ronde  
¼ Kwartfinales  
½ Halve finales  
F Finale  

## Belgische en Nederlandse deelnemers
Er zijn geen deelnemers namens Nederland actief. Namens België komen Martin Allegro (enkelspel, mannendubbel), Lilou Massart (enkelspel), Cédric Nuytinck (enkelspel) en Adrien Rassenfosse (enkelspel, mannendubbel) uit.

## Medailles

### Medaillewinnaars
| Onderdeel        | Goud                             | Zilver                           | Brons                                                       |
| Enkelspel (m)    | Wang Chuqin                      | Hugo Calderano                   | Truls Möregårdh Liang Jingkun                               |
| Enkelspel (v)    | Sun Yingsha                      | Wang Manyu                       | Mima Ito Chen Xingtong                                      |
| Dubbel (m)       | Hiroto Shinozuka Shunsuke Togami | Kao Cheng-jui Lin Yun-ju         | Florian Bourrassaud Esteban Dorr Alexis Lebrun Félix Lebrun |
| Dubbel (v)       | Kuai Man Wang Manyu              | Sofia Polcanova Bernadette Szőcs | Miwa Harimoto Miyuu Kihara Ryu Han-na Shin Yu-bin           |
| Dubbel (gemengd) | Wang Chuqin Sun Yingsha          | Maharu Yoshimura Satsuki Odo     | Wong Chun-ting Doo Hoi Kem Lim Jong-hoon Shin Yu-bin        |

### Medailleklassement
Dubbelparen uit verschillende landen gelden ieder als 0,5.
| Plaats | Land           | Goud | Zilver | Brons | Totaal |
| 1      | China          | 4    | 1      | 2     | 7      |
| 2      | Japan          | 1    | 1      | 2     | 4      |
| 3      | Brazilië       | 0    | 1      | 0     | 1      |
| 3      | Chinees Taipei | 0    | 1      | 0     | 1      |
| 5      | Oostenrijk     | 0    | 0,5    | 0     | 0,5    |
| 5      | Roemenië       | 0    | 0,5    | 0     | 0,5    |
| 7      | Frankrijk      | 0    | 0      | 2     | 2      |
| 7      | Zuid-Korea     | 0    | 0      | 2     | 2      |
| 9      | Hongkong       | 0    | 0      | 1     | 1      |
| 9      | Zweden         | 0    | 0      | 1     | 1      |
| Totaal | Totaal         | 5    | 5      | 10    | 20     |